# ميخال بروبيرز
ميخال بروبيرز (مواليد 24 سبتمبر 1972) هو مدرب كرة قدم بولندي محترف ولاعب سابق كان آخر منصب له كمدرب لـمنتخب بولندا لكرة القدم. كلاعب، لعب كـلاعب وسط، وقضى معظم مسيرته مع غورنيك زابجه.
كمدرب، فاز بكل من كأس بولندا وكأس السوبر البولندي مرتين، مع ياغيلونيا بياويستوك في عام 2010 ومع نادي كراكوفيا في عام 2020. تولى تدريب منتخب بولندا تحت 21 عامًا في عام 2022 قبل أن يتولى تدريب المنتخب البولندي في عام 2023. وقاد لاحقًا المنتخب الوطني للتأهل لـبطولة أمم أوروبا 2024 لكنه استقال من منصبه في يونيو 2025.

## مسيرته التدريبية

### مسيرته المبكرةوياغيلونيا بياويستوك
بعد فترات قصيرة في النادي المحلي بولونيا بيطوم وويدزي لودز أيضًا، عُين بروبيرز مدربًا لفريق الدوري البولندي الممتاز ياغيلونيا بياويستوك في 5 يوليو 2008.
قاد ياغيلونيا إلى كأس بولندا 2009–10 في كأس بولندا في موسم 2009–10، وهو ثاني ظهور لهم في النهائي في تاريخ النادي، بفوزهم على بوغون شتشين 1–0 في ملعب زسديسلاف كرزيسكوفياك، وبالتالي فازوا بأول لقب بولندي كبير لهم. وبذلك، تأهل ياغيلونيا أيضًا لمسابقة أوروبية لأول مرة على الإطلاق، ودخلوا الدور التأهيلي الثالث في دوري أوروبا 2010–11.
في بداية موسم 2010–11، قاد بروبيرز ياغيلونيا للفوز بكأس السوبر البولندي بعد فوز 1–0 على لخ بوزنان. ومع ذلك، كانت مغامرة ياغيلونيا الأوروبية قصيرة حيث تم إقصائهم في الدور التأهيلي الثالث من قبل الفريق اليوناني أريس سالونيكا، وخسروا 4–3 في مجموع المباراتين. في نهاية الموسم، غادر منصبه الإداري في 22 يوليو 2011.

### نادي ال كي اس ودز
في 5 سبتمبر 2011، عُين بروبيرز مدربًا جديدًا لـنادي ال كي اس ودز. استمرت فترة ولايته في النادي 60 يومًا وست مباريات فقط، وأعلن بروبيرز رحيله في 4 نوفمبر 2011 للانضمام إلى أريس سالونيكا.

### أريس سالونيكا
تولى بروبيرز تدريب أريس سالونيكا خلال الدوري اليوناني 2011–12، خلفًا لـساكيس تسيوليس. كانت فترة بروبيرز في النادي قصيرة، وغادر أريس بالتراضي في 5 يناير 2012، مع إشارة بروبيرز إلى المشاكل المالية للنادي كسبب رئيسي للمغادرة.

### فيسوا كراكوف

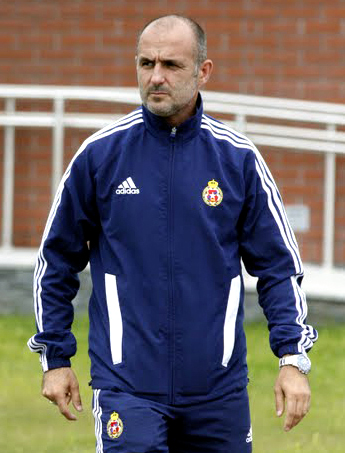
بروبيرز في عام 2012 مع فيسوا كراكوف

في 1 مارس 2012، عاد بروبيرز إلى بولندا، ووافق على أن يصبح مدربًا لحامل اللقب فيسوا كراكوف، ليحل محل كازيميرز موسكال. استقال في 1 أكتوبر 2012، وكان فيسوا قريبًا من قاع الجدول.

### جي كي إس بيلتشاتوف
انضم بروبيرز إلى جي كي إس بيلتشاتوف المتعثر، الذي كان في قاع إكستراكلاسا في 14 نوفمبر 2012. أدارهم في أربع مباريات فقط، وفشل في الفوز بأي منها قبل مغادرته في 21 ديسمبر 2012. هبط جي كي إس في النهاية، في الدوري البولندي الممتاز 2012–13.

### ليخيا غدانسك
في 4 يونيو 2013، وافق بروبيرز على تدريب ليخيا غدانسك قبل الدوري البولندي الممتاز 2013–14. بقي حتى 26 مارس 2014، حيث غادر الفريق قبل أن يحجزوا مكانًا في جولة البطولة، وأنهوا الموسم في المركز الرابع، بفارق ضئيل عن مكان أوروبي.

### العودة إلىياغيلونيا بياويستوك
بعد أسبوعين من مغادرته ليخيا، عاد بروبيرز إلى ناديه السابق ياغيلونيا بياويستوك في 7 أبريل 2014. في موسمه الأول الكامل بعد العودة، حصد المركز الثالث في جدول الدوري، وبالتالي تأهل لـالدوري الأوروبي 2015–16. بعد موسم 2015–16 السيء، حيث انتهى ياغيلونيا في جولة الهبوط، قاد بروبيرز النادي إلى أفضل حملة دوري له على الإطلاق في موسم الدوري البولندي الممتاز 2016–17، حيث احتل المركز الثاني خلف البطل ليغيا وارسو. استقال بشكل غير متوقع في 4 يونيو 2017.

### كراكوفيا
في 21 يونيو 2017، تم الإعلان عن توقيع بروبيرز مع فريق إكستراكلاسا نادي كراكوفيا. قادهم إلى المركز العاشر في موسم الدوري البولندي الممتاز 2017–18 ولكن في جولة الهبوط، تصدر كراكوفيا المجموعة بشكل مريح، متجنبًا الهبوط إلى الدوري البولندي الدرجة الأولى.
شهد موسم الدوري البولندي الممتاز 2018–19 قيادة بروبيرز لـكراكوفيا إلى المركز الرابع في جولة البطولة، ومع فوز ليخيا غدانسك بالمركز الثالث بـكأس بولندا 2018–19، يعني ذلك تأهلهم إلى الدور التأهيلي الأول لدوري أوروبا 2019–20. خرج كراكوفيا من المسابقة بـقانون الأهداف خارج الأرض بعد التعادل 3–3 في مجموع المباراتين مع الفريق السلوفاكي نادي داك 1904 دونيسكا ستريدا.
في عام 2020، قاد بروبيرز كراكوفيا للفوز بـكأس بولندا 2019–20، مما أدى إلى تأهل كراكوفيا للمسابقات الأوروبية للموسم الثاني على التوالي.
في 9 نوفمبر 2021، تخلى عن أدواره كمدرب ونائب رئيس، وغادر النادي بالتراضي.

### نيتشيتشا
في 6 يناير 2022، انضم بروبيرز إلى نادي آخر في الدوري البولندي الممتاز، نيتشيتشا، الذي كان في ذلك الوقت في المركز الأخير من جدول الدوري. غادر النادي بعد يومين بسبب عدم وفاء تيرماليكا بالوعود التي قدمتها له وقت توقيع العقد.

### منتخب بولندا تحت 21 سنة
في 4 يوليو 2022، تم الإعلان عن تعيينه مدربًا جديدًا لـمنتخب بولندا تحت 21 سنة لكرة القدم، خلفًا لـماسيج ستولارتشيك. خلال فترة ولايته، سجل منتخب تحت 21 عامًا خمسة انتصارات وثلاثة تعادلات وهزيمتين في عشر مباريات.

### بولندا
بعد البداية الجيدة لمنتخب تحت 21 عامًا في حملتهم لتصفيات بطولة أمم أوروبا 2025، وإقالة فرناندو سانتوس من منصبه كمدرب لـمنتخب بولندا لكرة القدم، تم الكشف عن بروبيرز كخليفة لـسانتوس في 20 سبتمبر 2023.
في 26 مارس 2024، حجزت بولندا آخر مكان مؤهل لـبطولة أمم أوروبا 2024 تحت قيادة بروبيرز بعد فوزها على منتخب ويلز لكرة القدم 5-4 بـركلات الترجيح بعد تعادل سلبي خلال بطولة أمم أوروبا 2024. خرجت بولندا من البطولة بعد مرحلة المجموعات، واحتلت المركز الأخير في مجموعتها بعد هزيمتين أمام منتخب هولندا لكرة القدم ومنتخب النمسا لكرة القدم وتعادل 1-1 مع منتخب فرنسا لكرة القدم في مباراتها الأخيرة.
في 12 يونيو 2025، بعد خلاف علني مع روبرت ليفاندوفسكي بعد سحب شارة القيادة منه، وخسارة 1-2 في تصفيات كأس العالم 2026 أمام منتخب فنلندا لكرة القدم قبل يومين، استقال بروبيرز من منصبه.

## إحصائيات التدريب
آخر تحديث 10 يونيو 2025.
| الفريق                  | الدولة  | من             | إلى            | السجل     | السجل | السجل | السجل | السجل      | المرجع |
| الفريق                  | الدولة  | من             | إلى            | المباريات | فاز   | ت     | خسر   | نسبة الفوز | المرجع |
| ----------------------- | ------- | -------------- | -------------- | --------- | ----- | ----- | ----- | ---------- | ------ |
| بولونيا بيطوم           | بولندا  | 6 أكتوبر 2005  | 15 يونيو 2006  | 24        | 8     | 6     | 10    | 033٫33     | [ 14 ] |
| ويدزي لودز              | بولندا  | 15 يونيو 2006  | 3 سبتمبر 2007  | 38        | 8     | 10    | 20    | 021٫05     | [ 15 ] |
| بولونيا بيطوم           | بولندا  | 17 ديسمبر 2007 | 21 مايو 2008   | 13        | 3     | 5     | 5     | 023٫08     | [ 14 ] |
| ياغيلونيا بياويستوك     | بولندا  | 5 يوليو 2008   | 22 يوليو 2011  | 114       | 46    | 31    | 37    | 040٫35     | [ 16 ] |
| نادي ال كي اس ودز       | بولندا  | 5 سبتمبر 2011  | 3 نوفمبر 2011  | 8         | 4     | 1     | 3     | 050٫00     | [ 17 ] |
| أريس سالونيكا           | اليونان | 3 نوفمبر 2011  | 5 يناير 2012   | 9         | 4     | 1     | 4     | 044٫44     | [ 18 ] |
| فيسوا كراكوف            | بولندا  | 1 مارس 2012    | 1 أكتوبر 2012  | 23        | 11    | 4     | 8     | 047٫83     | [ 19 ] |
| جي كي إس بيلتشاتوف      | بولندا  | 14 نوفمبر 2012 | 21 ديسمبر 2012 | 4         | 0     | 2     | 2     | 000٫00     | [ 20 ] |
| ليخيا غدانسك            | بولندا  | 4 يونيو 2013   | 26 مارس 2014   | 31        | 10    | 11    | 10    | 032٫26     | [ 21 ] |
| ياغيلونيا بياويستوك     | بولندا  | 7 أبريل 2014   | 4 يونيو 2017   | 131       | 60    | 28    | 43    | 045٫80     | [ 16 ] |
| نادي كراكوفيا           | بولندا  | 21 يونيو 2017  | 9 نوفمبر 2021  | 175       | 68    | 46    | 61    | 038٫86     | [ 22 ] |
| نيتشيتشا                | بولندا  | 6 يناير 2022   | 8 يناير 2022   | 0         | 0     | 0     | 0     | —          | [ 23 ] |
| منتخب بولندا تحت 21 سنة | بولندا  | 4 يوليو 2022   | 20 سبتمبر 2023 | 10        | 5     | 3     | 2     | 050٫00     | [ 24 ] |
| منتخب بولندا            | بولندا  | 20 سبتمبر 2023 | 12 يونيو 2025  | 21        | 9     | 5     | 7     | 042٫86     | [ 25 ] |
| المجموع                 | المجموع | المجموع        | المجموع        | 601       | 236   | 153   | 212   | 039٫27     | —      |

## الألقاب

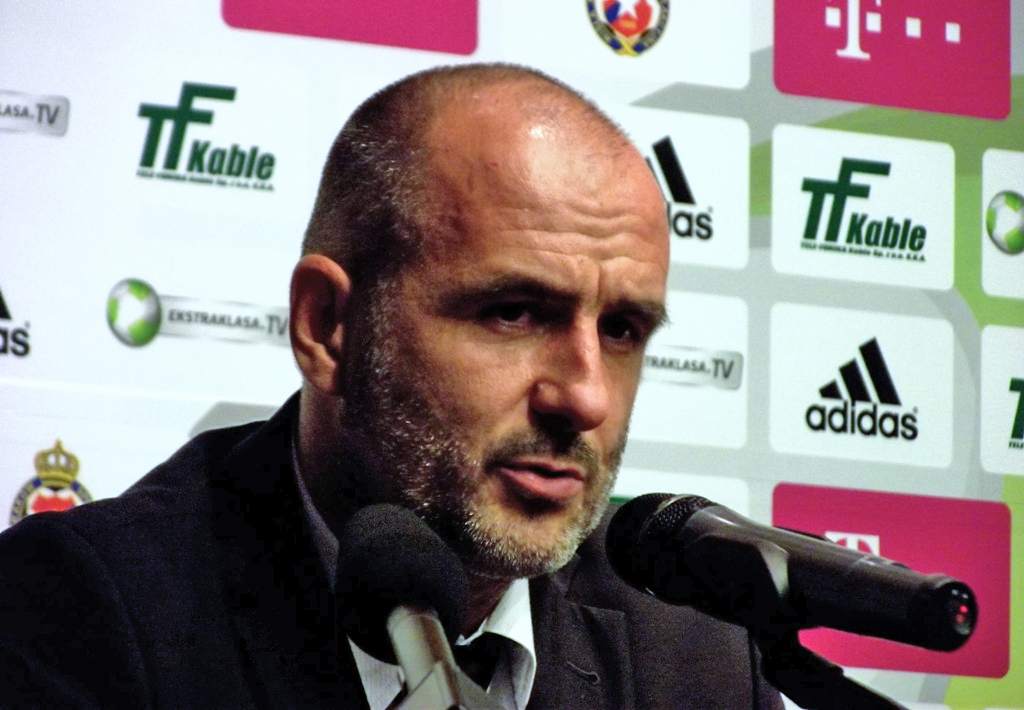
بروبيرز خلال مؤتمر صحفي في عام 2012 كمدرب لـفيسوا كراكوف

### مدرب
ياغيلونيا بياويستوك
- كأس بولندا: 2009–10
- كأس السوبر البولندي: 2010

كراكوفيا
- كأس بولندا: 2019–20
- كأس السوبر البولندي: 2020

فردية
- مدرب العام البولندي: 2010[27]
- مدرب الموسم في الدوري البولندي الممتاز: 2014–15[28]
- مدرب الشهر في الإكستراكلاسا: أبريل 2017،[29] 2018–19،[30] فبراير 2019[31]
- أفضل مدرب على الإطلاق في ياغيلونيا بياويستوك: 2010[32]

## روابط خارجية
- ميخال بروبيرز على بيانات كرة القدم. دي إي (بالألمانية)